# ナチス・ドイツによるモンテネグロ占領

モンテネグロ
German-occupied territory of Montenegro

1943年9月のイタリア降伏後のユーゴスラビア占領・分割。モンテネグロにおけるドイツ占領地域は南部海岸地域にグレーで示されている。

ナチス・ドイツによるモンテネグロ占領（ナチス・ドイツによるモンテネグロせんりょう）では、第二次世界大戦中にナチス・ドイツがモンテネグロを占領した時期について扱う。

## 概要
イタリア王国が降伏して連合国に参加した後の1943年9月、イタリア占領下のモンテネグロ地域がドイツ軍に占領された。イタリア軍はモンテネグロから、また隣国のアルバニアからも撤退した。ドイツ軍はアルバニアと共にモンテネグロを占領し、1944年12月に枢軸国軍が撤退するまでドイツ軍の占領下にとどまった。
占領期間中、この地域は総督であるヴィルヘルム・カイパーに統治された。1944年春まで、彼は「アルバニア・モンテネグロ軍事司令官」テオドール・ガイブの部下であった。この後、カイパーのモンテネグロ戦域司令部は独立し、南東戦域司令官のアレクサンダー・レーアが直接統治した。リュボミル・ヴクサノヴィッチは、1943年10月に設立された国家行政評議会議長となり、同年11月に正式に任命された。
モンテネグロのドイツ軍と現地の協力者たちは、ユーゴスラビアのパルチザンと戦った。ドイツ軍がモンテネグロから撤退してオーストリア方面に退却した後、ファシスト指導者セクラ・ドルジェヴィッチは、ドイツの準保護国であった隣国のクロアチア独立国（NDH）に亡命政府を作ろうとした。またドルジェヴィッチは、彼とクロアチアのファシスト指導者アンテ・パヴェリッチによって設立された軍隊であるモンテネグロ国民軍を創設した。しかし、「モンテネグロ国家評議会」として知られる彼の亡命政府は、クロアチア独立国政府崩壊後に解散させられた。
その後、モンテネグロはヨシップ・チトーによるユーゴスラビアのパルチザンに占領され、ユーゴスラビア民主連邦の一部となった。